# Samantha Power
Samantha Jane Power (ur. 21 września 1970 w Londynie) – amerykańska dyplomatka, prawniczka, dziennikarka, działaczka polityczna i na rzecz praw człowieka pochodzenia irlandzkiego, w latach 2013–2017 ambasador Stanów Zjednoczonych przy Organizacji Narodów Zjednoczonych.

## Życiorys

### Młodość i wykształcenie
Samantha Power urodziła się w Londynie w Wielkiej Brytanii, jej rodzice byli pochodzenia irlandzkiego. Jej matka, Vera Delaney, była nefrolożką, a ojciec, Jim Power, był dentystą i pianistą, cierpiał na chorobę alkoholową, zmarł w wieku 47 lat. Dorastała w Castleknock, w 1979 roku przeniosła się wraz z matką do Pittsburgha. Uzyskała tytuł Bachelor of Arts na Uniwersytecie Yale w 1992 roku. W 1999 roku uzyskała stopień Juris Doctor na Uniwersytecie Harvarda. W 1993 uzyskała obywatelstwo Stanów Zjednoczonych.

### Kariera dyplomatyczna i udział w życiu publicznym
W latach 1995–2008 była korespondentką „Time”, „The New Republic”, „The Boston Globe”, „The New York Times”, i „The Wall Street Journal” w Bośni i Hercegowinie, Timorze Wschodnim, Kosowie, Rwandzie, Sudanie i Zimbabwe. Od 1996 roku do 1997 roku pracowała w International Crisis Group. W latach 1998–2002 była dyrektor wykonawczą Carr Centre for Human Rights Policy. Pełniła funkcję obserwator wyborów powszechnych w Bośni i Hercegowinie w 1996 roku. W latach 1992–1993 była specjalną asystentką przewodniczącego think tanku Carnegie Endowment for International Peace.
W 2003 roku zdobyła Nagrodę Pulitzera w dziedzinie literatury faktu za opublikowaną w 2002 roku książkę pt. „A Problem from Hell”: America and the Age of Genocide. W 2004 roku tygodnik „Time” uznał ją za jedną ze 100 najbardziej wpływowych osób na świecie.
W latach 2005–2006 pracowała w biurze senatora Baracka Obamy, doradzając mu w zakresie polityki zagranicznej. Służyła jako doradczyni Baracka Obamy ds. polityki zagranicznej w trakcie jego kampanii prezydenckiej w 2008 roku. W 2009 roku prezydent Stanów Zjednoczonych Obama powołał ją na stanowisko specjalnej asystentki prezydenta USA i starszej dyrektor Rady Bezpieczeństwa Narodowego do spraw wielostronnych i praw człowieka.
5 czerwca 2013 Barack Obama ogłosił jej nominację na stanowisko ambasadora Stanów Zjednoczonych przy ONZ. 1 sierpnia 2013 Senat USA zatwierdził jej kandydaturę stosunkiem głosów 87–10, następnego dnia została zaprzysiężona przez wiceprezydenta Joego Bidena. 5 sierpnia 2013, po złożeniu listów uwierzytelniających na ręce sekretarza generalnego ONZ António Guterresa rozpoczęła pełnienie funkcji. Jako Stała Przedstawiciel Stanów Zjednoczonych przy ONZ pracowała nad zwalczaniem epidemii gorączki krwotocznej Ebola oraz samozwańczego Państwa Islamskiego, ratyfikacją porozumienia paryskiego, a także negocjowaniem i wdrażaniem w życie Celów Zrównoważonego Rozwoju 2030. 20 stycznia 2017 zakończyła pełnić funkcję ambasadora.
13 stycznia 2021 prezydent Joe Biden ogłosił jej nominację na stanowisko administrator United States Agency for International Development. 28 kwietnia 2021 jej nominacja została zatwierdzona przez Senat Stanów Zjednoczonych. Objęła funkcję 3 maja 2021, po zaprzysiężeniu przez wiceprezydent Kamalę Harris.